# ألان ويست (لاعب كرة قدم)
ألان ويست (بالإنجليزية: Alan West)‏ (18 ديسمبر 1951 في المملكة المتحدة - ) هو لاعب كرة قدم بريطاني في مركز الوسط. لعب مع نادي بيرنلي ونادي لوتون تاون ونادي ميلوول ومنيسوتا كيكس ‏.

## وصلات خارجية
- ألان ويست على موقع قاعدة بيانات كرة القدم.إي يو (الإنجليزية)